# Aeroportul Antonio Roldán Betancourt
Aeroportul Antonio Roldán Betancourt (IATA: APO, ICAO: SKLC) este un aeroport din Antioquia, Columbia ce deservește zona Apartadó. Aeroportul a fost tranzitat în 2022 de 261.396 de pasageri.
Situat la o altitudine de 14 m, aeroportul dispune de o singură pistă.